# Dario Cataldo
Dario Cataldo (* 17. März 1985 in Lanciano) ist ein ehemaliger italienischer Radrennfahrer.

## Sportliche Laufbahn
Im Jahr 2006 gewann Dario Cataldo im Alter von 21 Jahren die Gesamtwertung des Giro Ciclistico d’Italia, der als U25-Austragung des Giro d’Italia zu den größten Nachwuchsrundfahrten zählt. Er erhielt daraufhin einen Vertrag beim italienischen UCI ProTeam Liquigas, für das er in den Jahren 2007 und 2008 an den Start ging. Bei der Tour de l’Avenir 2007 gewann er im Trikot der italienischen Nationalmannschaft zwei Etappen und setzte sich in der Punkte- und Bergwertung durch. Ein Jahr später gab er sein Grand-Tour-Debüt beim Giro d’Italia 2008, den er jedoch auf der anspruchsvollen 15. Etappe aufgab.
Nach zwei Jahren wechselte er zum belgischen Quickstep-Innergetic Team und setzte sich am Ende seiner ersten Saison als Gesamtfünfter in der Nachwuchswertung der Tour of Missouri durch. Im Jahr 2010 wurde er im Alter von 25 Jahren italienischer Vizemeister im Zeitfahren, ehe er mit dem Gran Premio Beghelli sein erstes Eliterennen gewann. In den Jahren 2011 und 2012 beendete er den Giro d’Italia auf dem zwölften Gesamtrang. Weiters wurde er im Jahr 2012 italienischer Zeitfahrmeister und gewann bei der Vuelta a España seine erste Grand Tour-Etappe. Er setzte sich dabei bei einer anspruchsvollen Bergankunft in Valgrande-Pajares vor dem Belgier Thomas De Gendt durch.
In den Jahren 2013 und 2014 ging Dario Cataldo für das britische Team Sky an den Start. Er gewann das Abschlusszeitfahren der Settimana Internazionale Coppi e Bartali 2014, musste sich in der Gesamtwertung jedoch seinem Teamkollegen Peter Kennaugh geschlagen geben.
Nach zwei Jahren wechselte Cataldo im Alter von 29 Jahren zum Astana Pro Team, für das er bis ins Jahr 2019 fuhr. Im Jahr 2015 verhalf er seinem Landsmann Fabio Aru zu dessen Gesamtsieg bei der Vuelta a España, ehe er beim Giro d’Italia 2017 mit dem 14. Gesamtrang aufzeigte. Im Jahr 2018 setzte er sich in der Bergwertung des Critérium du Dauphiné durch, ehe er beim Giro d’Italia 2019 seinen zweiten Grand Tour-Etappensieg aus einer Ausreißergruppe feierte.
In den Jahren 2020 und 2021 fuhr Dario Cataldo für das spanische Movistar Team, ehe er seine letzten drei Saisonen ohne nennenswerte Resultate beim Team Trek-Segafredo (später Lid-Trek) absolvierte.
Nach seinem Karriereende wurde er mit der Saison 2025 Mitglied der sportlichen Leitung im XDS Astana Team.

## Trivia
Weil Cataldo ein guter Zeichner und Maler ist, erhielt er im Peloton den Spitznamen Picasso.

## Erfolge
2006
- Gesamtwertung Giro Ciclistico d’Italia

2007
- eine Etappe Settimana Ciclistica Lombarda
- zwei Etappen, Berg- und Punktewertung Tour de l’Avenir

2010
- Gran Premio Beghelli

2012
- Italienischer Meister – Einzelzeitfahren
- Mannschaftszeitfahren Tour de l’Ain
- eine Etappe Vuelta a España

2013
- Mannschaftszeitfahren Giro del Trentino
- Mannschaftszeitfahren Giro d’Italia

2014
- eine Etappe und Mannschaftszeitfahren Settimana Internazionale

2016
- Mannschaftszeitfahren Burgos-Rundfahrt

2018
- Bergwertung Critérium du Dauphiné

2019
- eine Etappe Giro d’Italia
- Mannschaftszeitfahren Vuelta a España

## Grand Tour-Platzierungen
| Grand Tour            | 2008 | 2009 | 2010 | 2011 | 2012 | 2013 | 2014 | 2015 | 2016 | 2017 | 2018 | 2019 | 2020 | 2021 | 2022 |
| --------------------- | ---- | ---- | ---- | ---- | ---- | ---- | ---- | ---- | ---- | ---- | ---- | ---- | ---- | ---- | ---- |
| Giro d’ItaliaGiro     | DNF  | 59   | DNF  | 13   | 12   | 57   | 26   | 25   | –    | 14   | –    | 48   | 66   | 54   | 73   |
| Tour de FranceTour    | –    | –    | –    | –    | –    | –    | –    | –    | –    | DNF  | –    | –    | 80   | –    | –    |
| Vuelta a EspañaVuelta | –    | –    | 71   | 132  | 51   | 74   | DNF  | 57   | 51   | –    | 64   | 68   | –    | –    | 117  |